# Statues-menhirs de Rouvières
Les statues-menhirs de Rouvières sont deux statues-menhirs appartenant au groupe rouergat découvertes dans le hameau de Rouvières à Nages, dans le département du Tarn en France.

## Statue n°1
Elle a été découverte dans une ferme où elle servait de montant de fenêtre dans une bergerie. Il s'agit du fragment inférieur d'une statue plus grande. Il mesure 0,70 m de hauteur sur 0,56 m de largeur et 0,30 m d'épaisseur. Le bloc de granite a été retaillé pour les besoins de la construction, les seules gravures visibles correspondent aux pieds.

## Statue n°2
Elle a été découverte en réemploi dans un mur de soutènement. Il s'agit du fragment supérieur d'une statue plus grande, la partie inférieure a disparu. Il mesure 1,25 m de hauteur sur 0,38 m d'épaisseur. La statue d'origine devait mesurer entre 2 m et 2,50 m de hauteur. La pierre, en granite, a été arrondie sur son sommet et sur son épaisseur. Le décor d'origine a été effacé lors de sa réutilisation mais l'amorce du bras gauche et d'un baudrier sont perceptibles. La statue comporte au centre une cupule de 5 cm de diamètre sur 0,5 cm de profondeur et quatre autres cupules plus petites sont également visibles. Dans sa partie basse, la statue est traversée sur toute sa largeur par une profonde rainure (3 à 4 cm de large sur 2 cm de profondeur) dessinant un léger arc de cercle orienté vers le haut.